# 天主教博韋教區
天主教博韋教區（拉丁語：Dioecesis Bellovacensis）是法國一個羅馬天主教教區。屬蘭斯總教區。
教區成立於3世紀，首任見於文獻的主教出現於632年。1801年11月29日被撤銷，1822年10月6日恢復。1851年4月12日主教獲得努瓦永和桑利斯主教的銜頭。
教區位於瓦茲省。2012年有教友714,000人，佔轄區總人口88.8%。教區下轄四十五個堂區，有153名司鐸。現任教區主教為雅克·本篤-貢南。